# Parvaneh Masumi
Parvaneh Massoumi (persa: پروانه معصومی) nascuda Sakineh Kabodar-Ahanghi (persa: سکینه کبودرآهنگی; 2 de març de 1945 - 27 de novembre de 2023) va ser una actriu iraniana d'origen kurd. Va rebre diversos reconeixements, inclosos dos Simurghs de cristall. Massoumi va morir el 27 de novembre de 2023, a l'edat de 78 anys.